# Луцкий, Остап Михайлович
Остап Михайлович Луцкий (укр. Остап Михайлович Луцький; 1883—1941) — украинский политический и общественный активист, сельскохозяйственный администратор, политик, военный, журналист, депутат сейма Второй Речи Посполитой II и III каденций, в 1935—1939 годах сенатор Второй Речи Посполитой IV и V каденций.

## Биография
Родился в земянской семье Михаила Луцкого герба Сас и его жены Михайлины Шустер, дочери немецких колонистов.
Образование получил в Бучацкой и Станиславовской гимназиях, впоследствии изучал философию в Праге и литературу в Краковском университете. В 1907—1913 годах был редактором газеты «Буковина». Во время Первой мировой войны служил в австро-венгерской армии. Был адъютантом эрцгерцога Вильгельма.
Во время Польско-украинской войны был в 1919 году начальником штаба 4-й пехотной бригады Украинской галицкой армии. В 1920 году был представителем армии Украинской Народной Республики при штабе верховного главнокомандующего.
Был директором ассоциации кооперативов в Стрые, вице-президентом Сельскохозяйственного общества во Львове (Львуве). В 1928—1939 годах был председателем правления украинских сельскохозяйственных кооперативов «Centrosojuz», директором Ревизионного союза украинских кооперативов.
Был членом правления Украинского национально-демократического объединения (УНДО), с 1928 по 1935 год был депутатом сейма, в 1935—1939 годах — сенатором Второй Речи Посполитой.
После советского вторжения в Польшу 17 сентября 1939 года, 2 октября 1939 года был арестован НКВД, умер в советском лагере в Котласе.